# Ardices vittata
Ardices vittata là một loài bướm đêm thuộc phân họ Arctiinae, họ Erebidae.